# Paweł z Teb
Paweł z Teb, stgr. Παῦλος ὁ Θηβαῖος Paûlos ho Thebaîos, cs. Пaвел Фивeйский Pawieł Fiwiejskij (ur. ok. 228 w Tebach w Egipcie, zm. ok. 341) – pierwszy pustelnik chrześcijański, wyznawca, święty Kościoła katolickiego i prawosławnego.

## Żywot
Jego żywot został napisany przez św. Hieronima w latach 375-377. Hieronim podaje, że informacje o św. Pawle przekazali mu uczniowie św. Antoniego Wielkiego: Amathas i Makary.
Czasem mylony z innym świętym, egzorcystą o tym samym imieniu - z Pawłem Prostakiem (Paulus Simplex), żyjącym w tym samym czasie, którego żona była cudzołożnicą. Obaj byli związani ze św. Antonim Wielkim.

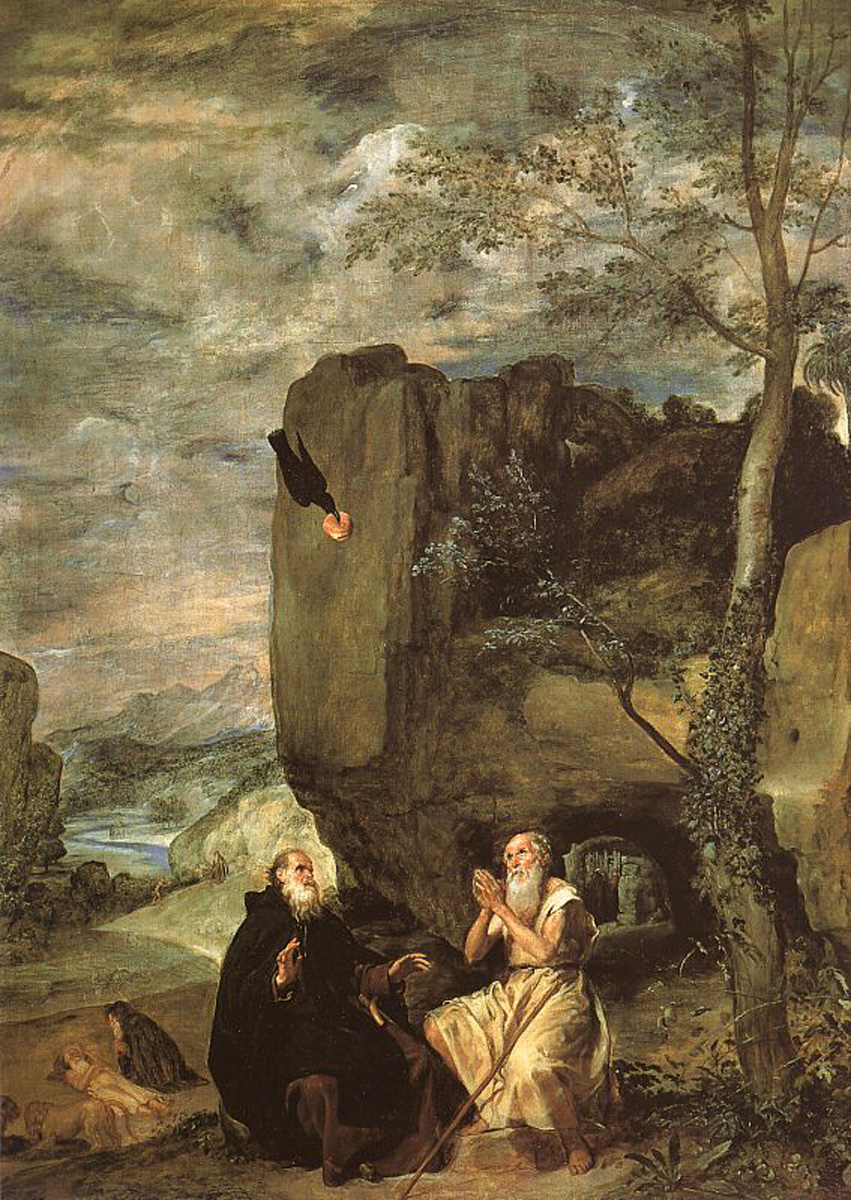
Święci: Antoni Wielki i Paweł z Teb, mal. Diego Velázquez, 1635, Muzeum del Prado, Madryt

Według Vita S. Pauli monachi Thebaei św. Hieronima i źródeł koptyjskich święty Paweł pochodził z bogatej rodziny. Wcześnie został osierocony i stał się właścicielem dużego spadku. W 15. roku życia udał się na pustynię. Gdy miał około 20 lat, rozpoczęły się prześladowania chrześcijan za panowania Decjusza. Po dwóch latach prześladowania zakończyły się, ale Paweł pozostał na pustyni. Postanowił resztę życia spędzić w samotności na modlitwie. Mieszkał w jaskini, żywił się owocami, daktylami i pół bochenkiem chleba, który przynosił mu kruk posłany przez Boga; ubranie miał zrobione z palmowych liści. Na pustyni spędził 98 lat. Gdy Paweł miał sto trzynaście lat, odwiedził go św. Antoni. Kruk, który zawsze przynosił świętemu Pawłowi połowę chleba, tego dnia przyniósł cały. Gdy Paweł Eremita zmarł, Antoni pochował go na pustyni w dole wykopanym przez dwa lwy. Po śmierci Pawła erem zamieszkiwali jego uczniowie, od III w. do dzisiaj w tym miejscu funkcjonuje Klasztor Świętego Pawła. 
Jest patronem zakonu paulinów.
Wspomnienie liturgiczne św. Pawła w Kościele rzymskokatolickim obchodzone jest 10 stycznia. Zakon paulinów jego uroczystość obchodzi 15 stycznia.
Kościoły wschodnie, z uwagi na liturgię według kalendarza juliańskiego, wspominają świętego mnicha (prepodobnyj) 15/28 stycznia, tj. 28 stycznia według kalendarza gregoriańskiego. Apolitikon na święto św. Pawła z Teb, który znajduje się w synaksarionie bizantyjskim, brzmi następująco: "Θείου Πνεύματος, τῇ ἐπινεύσει, πρῶτος ᾤκησας, ἐν τῇ ἐρήμῳ, Ἠλιοὺ τὸν ζηλωτὴν μιμησάμενος· καὶ δι’ ὀρνέου τραφεὶς ὡς ἰσάγγελος, ὑπ’ Ἀντωνίου τῷ κόσμῳ ἐγνώρισαι. Παῦλε Ὅσιε, Χριστὸν τὸν Θεὸν ἱκέτευε, δωρήσασθαι ἡμὶν τὸ μέγα ἔλεος" (= Natchniony Świętym Duchem jako pierwszy zamieszkałeś na pustyni, naśladując gorliwość Eliasza, karmiony przez ptaka, a św. Antoni sprawił, że poznał Cię świat jako [istotę] podobną do aniołów. Pawle święty, błagaj Chrystusa Boga, aby okazał nam wielkie miłosierdzie).
W ikonografii jest przedstawiany jako sędziwy starzec z długą brodą. Ręce ma uniesione w modlitwie. Jego ubranie jest zrobione z liści palmowych, odsłania kolana i łokcie. Często przedstawiany jest z odwiedzającym go św. Antonim.
Jego atrybutami są: kruk, kruk z chlebem w dziobie, lew, przełamany chleb.